# Къртицова отровница
Къртицова отровница (Atractaspis engaddensis), наричана също синайска отровница и палестинска къртицова отровница, е вид влечуго от семейство Lamprophiidae. Видът не е застрашен от изчезване.

## Разпространение
Разпространен е в Египет, Израел, Йордания и Саудитска Арабия.

## Описание
Популацията на вида е стабилна.